# Simulium oshimaense
Simulium oshimaense es una especie de insecto del género Simulium, familia Simuliidae, orden Diptera.
Fue descrita científicamente por Ono, 1989.